# N-Methylserotonin
5-Hydroxy-N-Methyltryptamin (kurz N-Methylserotonin), auch Norbufotenin ist ein Alkaloid aus der Tryptamin-Familie. Es ist ein Derivat des Serotonins. Geläufig ist auch die Bezeichnung Nω-Methylserotonin, um es von Tryptamin abgeleiteten Verbindungen zu unterscheiden, in denen eine Methylgruppe an das Stickstoffatom der Indol-Gruppe gebunden ist.

## Vorkommen

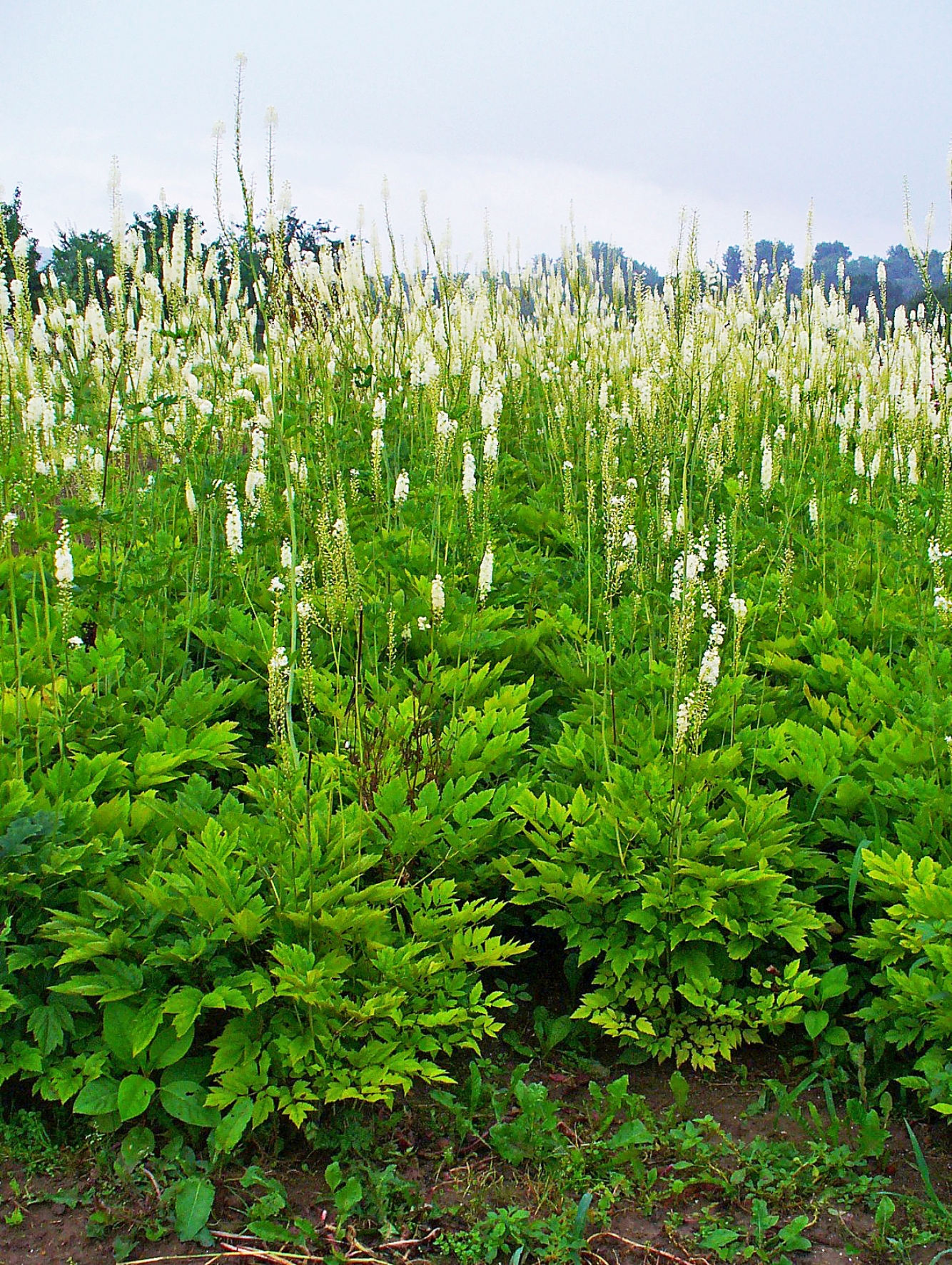
Trauben-Silberkerze (Actaea racemosa)

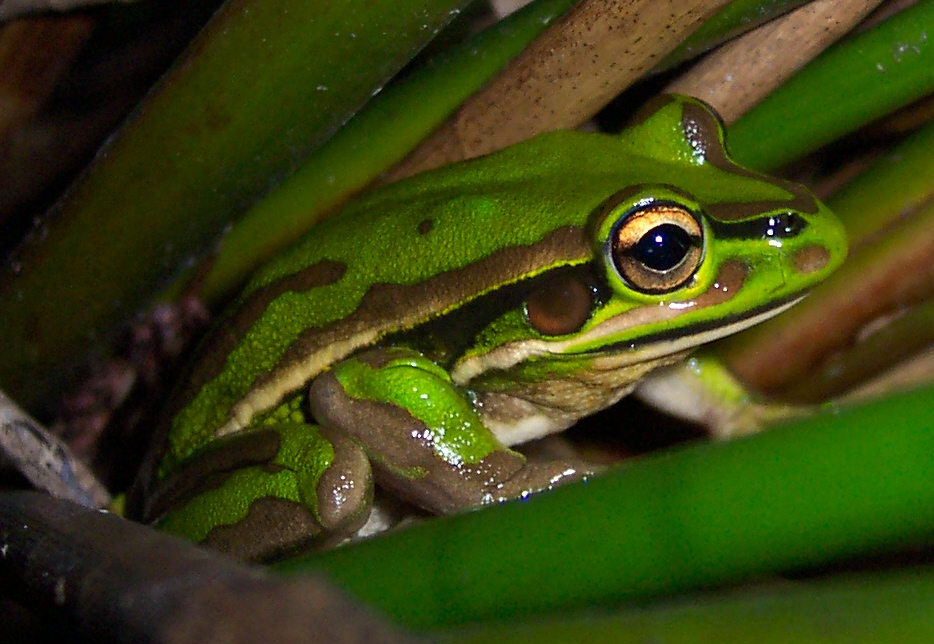
Gold-Laubfrosch (Litoria aurea)

N-Methylserotonin kommt in Pflanzen, Tieren und Pilzen vor, unter anderem Actaea racemosa (Trauben-Silberkerze), Zanthoxylum piperitum (Szechuanpfeffer), Litoria aurea (Gold-Laubfrosch) und Amanita-Pilzen (Wulstlinge).

## Pharmakologie
Aus pharmakologischer Sicht bindet sich N-Methylserotonin an mehrere Serotonin-Rezeptoren, darunter die 5-HT1A- und die 5-HT7-Rezeptoren mit hoher Affinität (IC50 ≤ 2 nM) und Selektivität. Neben der serotonergen Aktivität wirkt die Verbindung außerdem als Serotonin-Wiederaufnahmehemmer.